# Gmina Nowy Dwór
Die Gmina Nowy Dwór (litauisch Naujadvario valsčius; belarussisch гміна Но́вы Двор) ist eine Landgemeinde im Powiat Sokólski der Woiwodschaft Podlachien in Polen. Ihr Sitz ist  das gleichnamige Dorf mit etwa 625 Einwohnern.

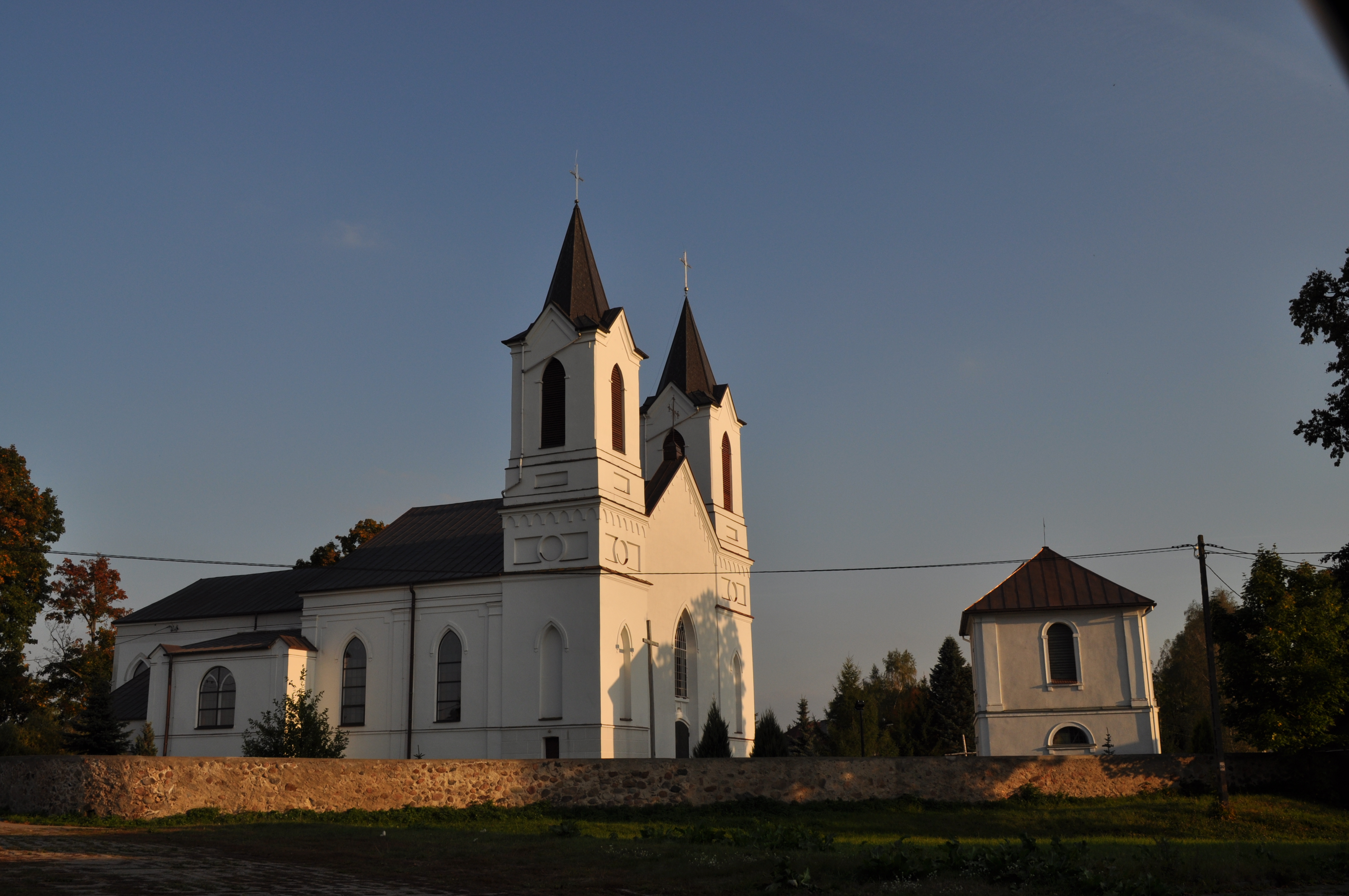
Katholische Kirche St. Johannis in Nowy Dwór

## Gliederung
Zur Landgemeinde Nowy Dwór gehören folgende Ortschaften mit einem Schulzenamt:
Bieniowce
Bieniowce-Kolonia
Bobra Wielka
Butrymowce
Chilmony
Chilmony-Kolonia
Chorużowce
Chwojnowszczyzna
Chworościany
Dubaśno
Grzebienie-Kolonia
Jaginty
Koniuszki
Kudrawka
Leśnica
Nowy Dwór
Plebanowce
Ponarlica
Rogacze
Sieruciowce
Synkowce
Talki